# Кленовац (Перушић)
Кленовац је насељено мјесто у Лици, у општини Перушић, Личко-сењска жупанија, Република Хрватска.

## Географија
Кленовац се налази око 7 км сјеверно од Перушића. У близини насеља пролази Личка пруга.

## Историја
До територијалне реорганизације у Хрватској насеље се налазило у саставу бивше велике општине Госпић.

## Становништво
Према попису из 1991. године, насеље Кленовац је имало 97 становника. Према попису становништва из 2001. године, Кленовац је имао 46 становника. Кленовац је према попису из 2011. године имао 32 становника.
| Демографија | Демографија | Демографија |
| Година      | Становника  | Становника  |
| ----------- | ----------- | ----------- |
| 1961.       | 177         |             |
| 1971.       | 151         |             |
| 1981.       | 116         |             |
| 1991.       | 97          |             |
| 2001.       | 46          |             |
| 2011.       |             | 32          |

## Попис 1991.
На попису становништва 1991. године, насељено место Кленовац је имало 97 становника, следећег националног састава:
| Попис 1991.‍  | Попис 1991.‍  | Попис 1991.‍ | Попис 1991.‍ | Попис 1991.‍ |
| ------------ | ------------ | ----------- | ----------- | ----------- |
|              |              |             |             |             |
| Хрвати       | Хрвати       |             | 79          | 81,44%      |
| Срби         | Срби         |             | 17          | 17,52%      |
| неопредељени | неопредељени |             | 1           | 1,03%       |
| укупно: 97   |              |             |             |             |